# Magali Orellana
Magali Margoth Orellana Marquínez (26 de abril de 1978) es una política, ingeniera y abogada ecuatoriana que fue asambleísta del partido de Pachakutik entre 2009 y 2017. Fue elegida prefecta de Orellana en la elecciones del 2019.

## Biografía
Nacida el 26 de abril de 1978 en la provincia de Orellana. Electa en las elecciones del 2009 para un curul de la recién creada Asamblea Nacional por su provincia.  Formó parte del bloque de Pachakutik, movimiento que terminaría siendo opositor del régimen de Rafael Correa, e integrante de la Comisión de Participación ciudadana y Control Social. Durante este periodo sucedió las denuncias por peculado contra la prefecta Guadalupe Llori, denunciando tal juicio como una "persecución política" del gobierno.
Reelegida en la Asamblea, esta vez por la Unidad Plurinacional de las Izquierdas que integró Pachakutik y el Movimiento Popular Democrático. De su nuevo periodo destacara la sanción que le puso el Consejo de Administración Legislativa por llamar "inepta" a la presidenta del legislativo, Gabriela Rivadeneira. Antes de aceptar la sanción recibió el apoyo de una porción de la oposición que destacó en su defensa el caso de Esperanza Galván quien, pese a su destitución y privación de libertad, constaba en los roles de pago de abril de 2016.
Al salir de la Asamblea, en mayo de 2017, se separa de Pachakutik por discrepancias con la directiva provincial y se integra a Unidad Popular del cual pasaría a ser directora provincial en diciembre.

### Prefecta de Orellana
Para el 2019 asumió la candidatura a prefectura provincial por la Alianza Orellana entre la Unidad Popular, Sociedad Patriótica, Alianza País y el movimiento provincial Orellanense en Acción; saliendo electa para el cargo que venia pensando tomar desde su salida de la Asamblea.
Para las elecciones seccionales de 2023 fue reelecta al cargo de prefecta con el 34.4% de los votos.